# Николај Свјатоша
Николај Свјатоша (рођ. Свјатослав Давидович Луцки; око 1080 - 14. октобар 1143) - син черниговског кнеза Давида Свјатославича, праунук Јарослава Мудрог. Године 1106. се замонашио у Кијево-печерској лаври под именом Николај, поставши први руски кнез-монах. Канонизован је као светитељ.  Успомена се у православној цркви празнује 28. септембра и 14. октобра (по јулијанском календару). Године 1987. сећање на Светог Николу Свјатошу је укључено у Саборни тулских светитеља, 22. септембра.

## Биографија
Пре пострига, био је кнез Луцки, по пунолетству се оженио, имао децу (једна од ћерки била је жена кнеза Всеволода Мстиславовича). Учествовао је у грађанским сукобима који су настали због слепила кнеза Василка и тада изгубио титулу. После тога се није борио за враћање наследства и 17. фебруара 1106 (1107) примио је монашки постриг у Кијево-печерској лаври.
У манастиру је прве три године радио у келарни: цепао је огрев, носио воду, а затим постао манастирски вратар. За испуњење ових послушања добио је, одлуком игумана, посебну келију и испред ње поставио врт. Николај је много времена проводио читајући књиге које је куповао новцем добијеним од рукотворина и баштованства, а после његове смрти, библиотека која му је припадала остала је у манастиру. У име Николе са грчког језика сачињен је превод поруке папе Леонтија против јереси Евтихије. Године 1142. Николај је, на захтев свог рођака, великог кнеза кијевског Всеволода Олговича, напустио манастир да измири черњиговске кнезове са њиховом браћом.
Никола Свјатоша је преминуо 14. октобра 1143. године. Његове мошти се налазе у Блиским пећинама Кијево-Печерске лавре. Његово житије које је саставио епископ Владимир Симон (почетак 13. века), описује чудо исцељења великог кнеза Изјаслава костретом Николаја Свјатоше.